# Trois Miracles de saint Zénobe (New York)
Trois Miracles de saint Zénobe est un tableau réalisé par le peintre italien Sandro Botticelli vers 1500. Cette tempera sur bois est la troisième des quatre qui constituent les Scènes de la vie de saint Zénobe, que l'artiste consacre à Zénobe de Florence. Elle le représente accomplissant trois miracles entre deux palais de Florence, ce qui assure la résurrection de plusieurs hommes. L'œuvre est conservée au Metropolitan Museum of Art, à New York, aux États-Unis.